# Iglesia de San Pedro (Arrojo)
La iglesia de San Pedro está situada en la localidad española de Arrojo, en el concejo asturiano de Quirós.

## Historia
La fecha de su fundación es desconocida si bien ha sufrido diferentes remodelaciones a lo largo de la historia. Así la capilla norte junto con sus sepulcros y los restos conservados de los murales de la capilla se han fechado en el siglo XV.
En 1606 se reformó el lado sur añadiendo una puerta al conjunto. En el siglo XVIII se reformó la capilla repintando los murales existentes.
Aparte de las tumbas del siglo XV situadas en la capilla, el templo se cree que contuvo el sepulcro de Don Gutierre, primer marqués de Camposagrado procedente de la casa de Quirós.
El 20 de mayo de 2022 fue declarada bien de interés cultural, con la categoría de monumento.

## Características
El templo presenta las características principales de la arquitectura románica asturiana. La edificación presenta una nave única rematada por la capilla de forma semicircular abovedada. Arco triunfal que separa el ábside de la nave central decoración escultórica en los capiteles.
Posteriores son los arcos ciegos de la nave de estilo gótico.